# Joppolo
Joppolo község (comune) Olaszország Calabria régiójában, Vibo Valentia megyében.

## Fekvése
A megye délnyugati részén fekszik, a Tirrén-tenger partján. Határai: Nicotera, Ricadi és Spilinga.

## Története
A 14. században alapította a szicíliai származású Artemidoro Joppolo. Korabeli épületeinek nagy része az 1783-as calabriai földrengésben elpusztult. A 19. század elején vált önálló községgé, amikor a Nápolyi Királyságban felszámolták a feudalizmust.

## Népessége
A népesség számának alakulása:

## Főbb látnivalói
- San Sisto-templom
- San Gennaro-templom
- Madonna dell’Immacolata-templom